# 紅磡

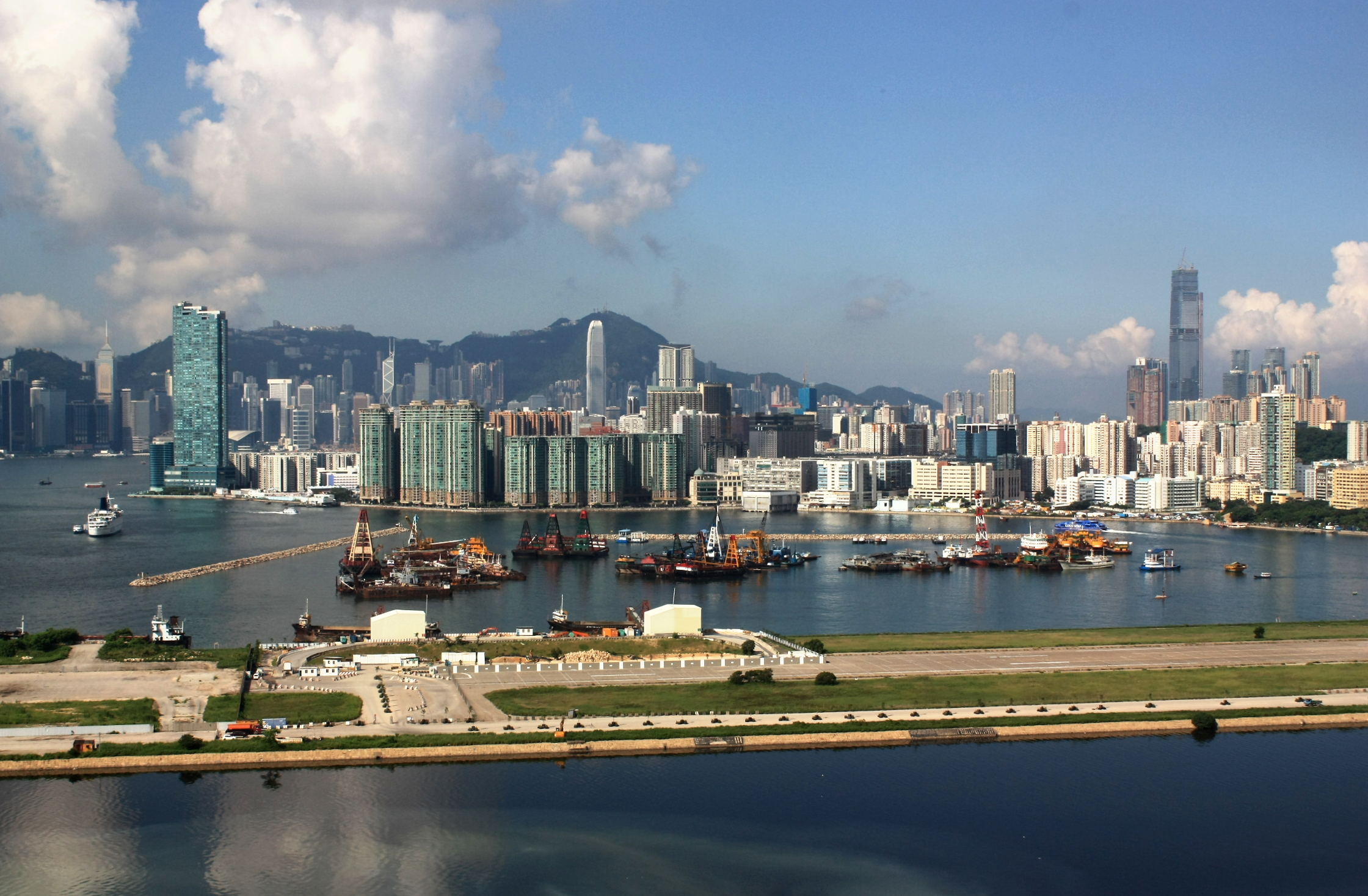
從東九龍看紅磡建築群（2009年）

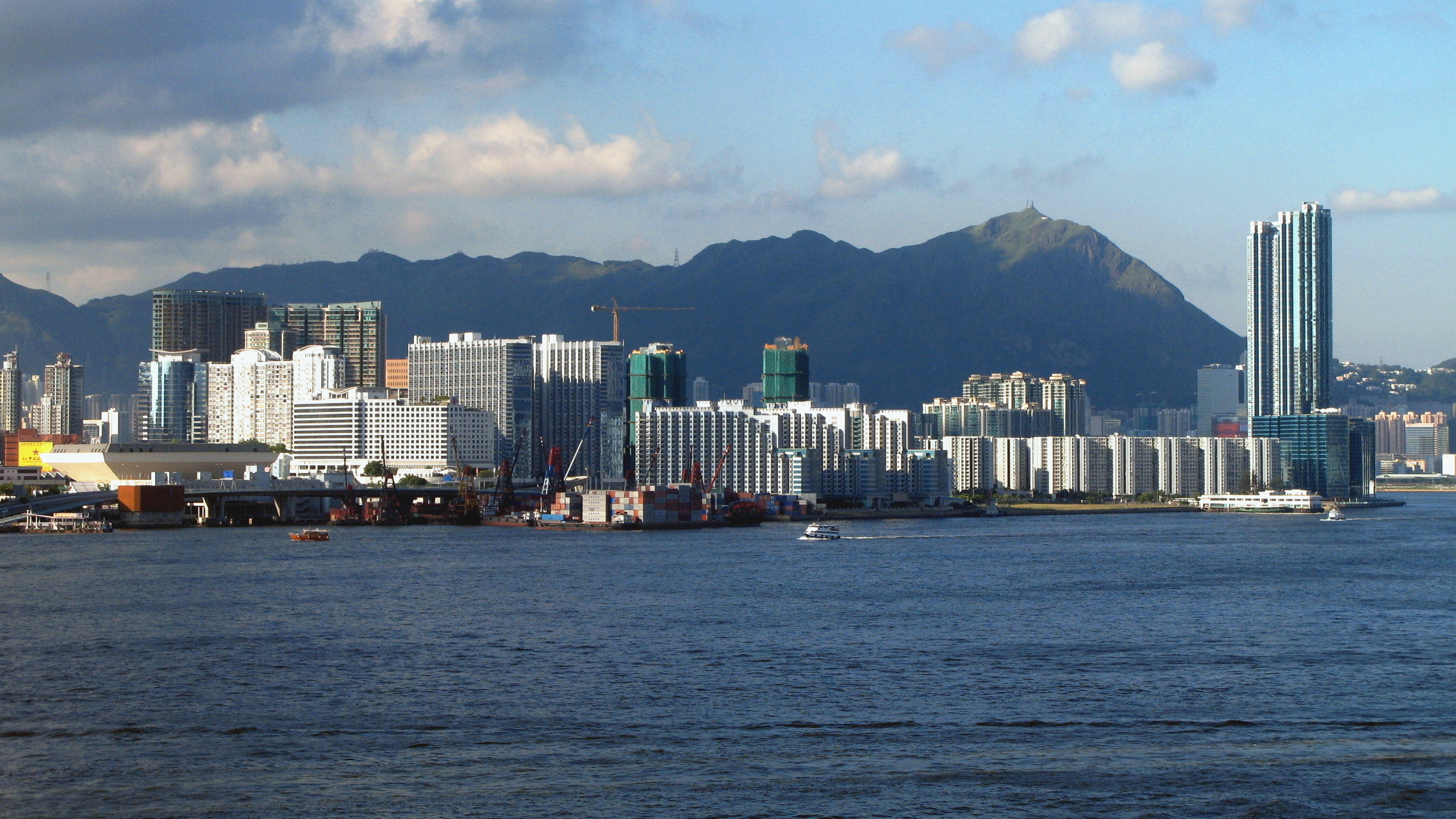
由香港島觀望紅磡建築群

紅磡，古有赤磡、赤砍、紅碪之名，位於香港九龍半島東南部一窄岬地，橫跨九龍城區及油尖旺區。若以紅磡三約作廣義範圍則包括紅磡灣、黃埔、大環、鶴園，及老龍坑，行政上隸屬九龍城區，而紅磡灣西南部份地方屬油尖旺區。
向東以啟德郵輪碼頭隔海對望，南面以維多利亞港與銅鑼灣對望，西接尖沙咀，西北接京士柏，北連接何文田及土瓜灣。

## 地理位置
早期的紅磡位於大環與紅磡灣之間的一窄岬地，最初只有大環是陸地，而現今紅磡灣核心區域（即港鐵紅磡站一帶）都是海洋。
紅磡本身的範圍西至漆咸道北及蕪湖街，北至差館里，南邊界限由安靜道、暢通道、紅磡南道組成。隨著紅磡的發展向南北兩面擴展，其名氣蓋過周邊的少用地名，現時老龍坑、鶴園、大環、黃埔及紅磡灣填海區也常被當作紅磡的一部份。
然而，位於何文田區內的紅磡警署，雖以紅磡命名，但因時屆香港警務處於2000年12月宣佈將紅磡警署與原來的何文田警署合併，何文田警署被改為紅磡警署，因此其實際位置在何文田區內，並不隸屬於紅磡區。

## 名稱由來
1884年開始，香港政府便開始於紅磡灣填海，當時陸地部分並未有紅磡的名稱。關於「紅磡」一名的來歷，一個廣爲流傳的說法是：「1909年，有建築工人打一口井時，發現湧出來的井水是硃紅色的，有風水專家歸咎於動土傷了龍脈，流出的是龍血，而因為紅色的井水，該區便得了紅磡之名。」不過此說可信程度甚低，因早於1819年清代嘉慶年間編寫的《新安縣志》已記載當地有一赤磡村，而同一時期的《中國海岸圖》則有赤坎的記載，故當地名稱早於清代中葉便與紅色有關。
紅磡的「紅」色多指地理特色，而「磡」是形容一塊突出的小岩崖。在1827年《印度名錄之東印度群島和中國等地的航道》的航海記錄中，一艘從鯉魚門駛往汲水門的記錄中描述：「在西北方，土地形成一個深灣，那裏坐落著「九龍」的城鎮（the town of Cow-loon）。你的航向一直沿著香港的岸邊，途中的北面（在水面上）會出現一處「大白石」（white rock）。......若向西航行，航向便是西南方，應採用南岸和大陸海角點（point of land）中間的航道行走，那是位於「九龍灣」（Cow-loon Bay）的西面方向；不要走近南岸裏的小樹島，那裏是淺灘，應以中航道靠近北岸處（那處有很紅的外觀）航行，水深約7和8噚。在這位置的西南部有紅色外觀的土地，那裏有一間小廟宇（Joss House or Temple）和沙灘。」
1860年清政府在第二次鴉片戰爭中戰敗，被迫簽署《北京條約》割讓九龍半島，在《北京條約》的附圖中，現紅磡一帶有紅碪的標示，相信是當年「紅磡」的另一種寫法。1866年意大利傳教士獲朗他尼（S. Volunteri）所繪製的《新安縣全圖》更已有「紅磡」的記載，可能是與現今相同的「紅磡」之名最早見於文字記載之處，更可肯定「紅磡」之名在19世紀時便已出現。
對於紅磡之名來源，較可靠的說法爲：1856年之前，紅磡海邊全為紅色岩石，由於漁船常泊於此灣，而漁民稱泊船的凹入海邊稱為「磡」，故稱當地爲「紅磡」。
另外香港日佔時期期間，日本政權曾將紅磡改稱為山下區。

## 歷史

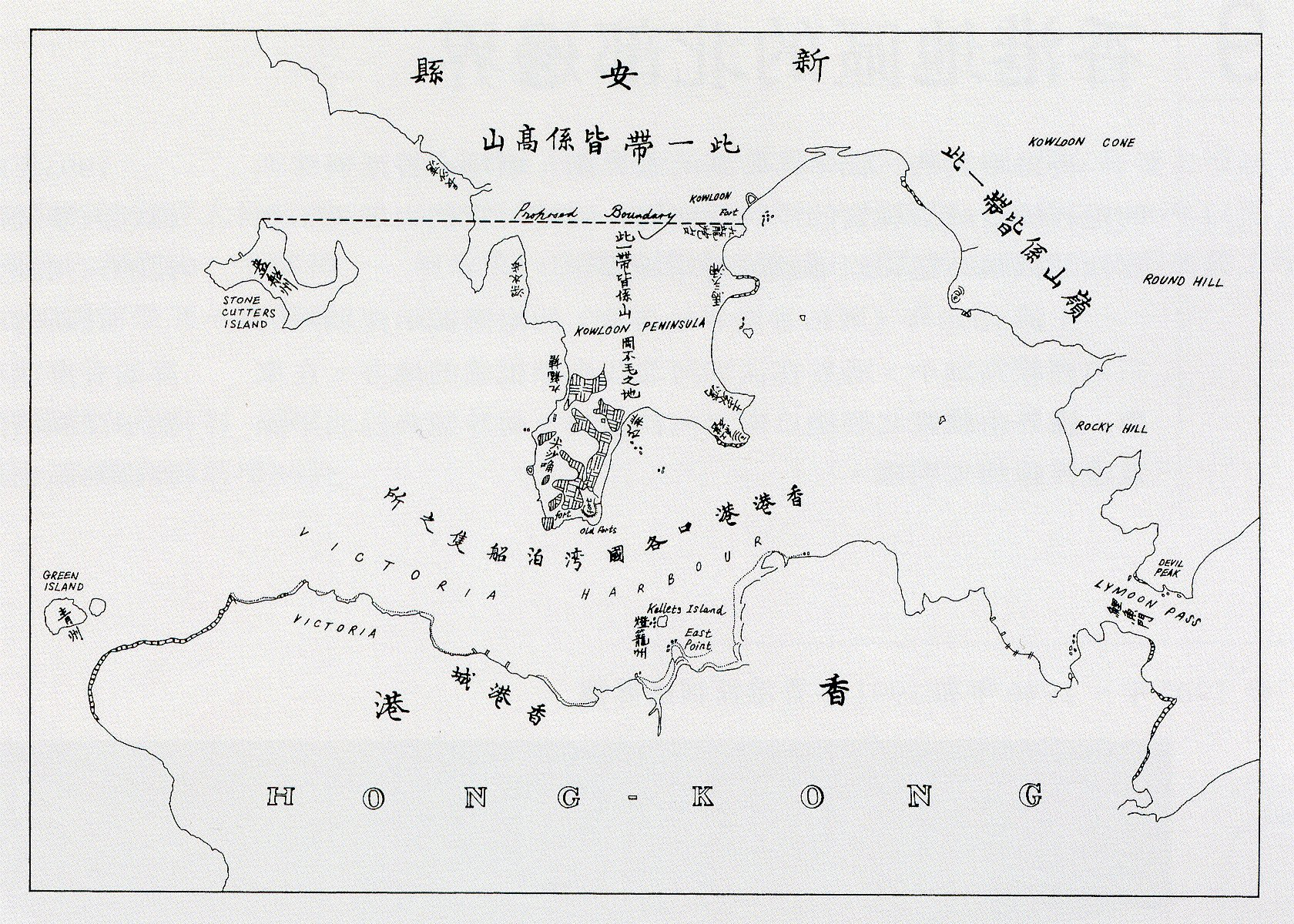
1860年10月24日簽訂的《北京條約》，當時的「紅碪」一帶地圖

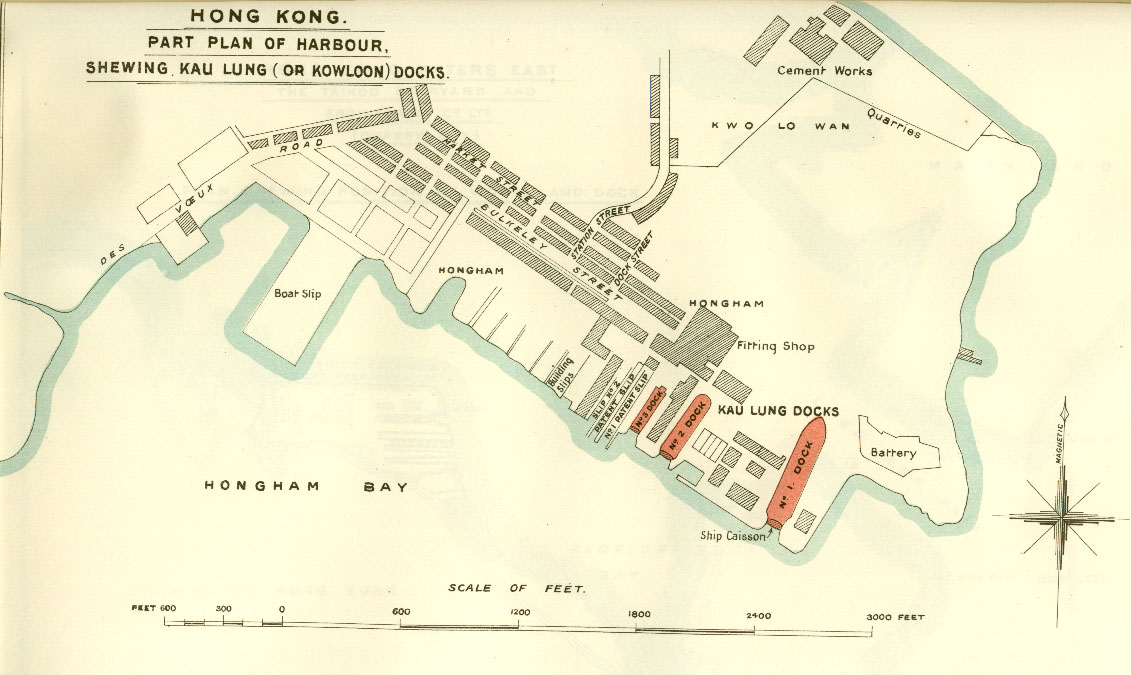
約1900年的紅磡灣地圖，圖中的Bulkeley Street（寶其利街）即今日的黃埔新邨一帶，當時仍然是海洋

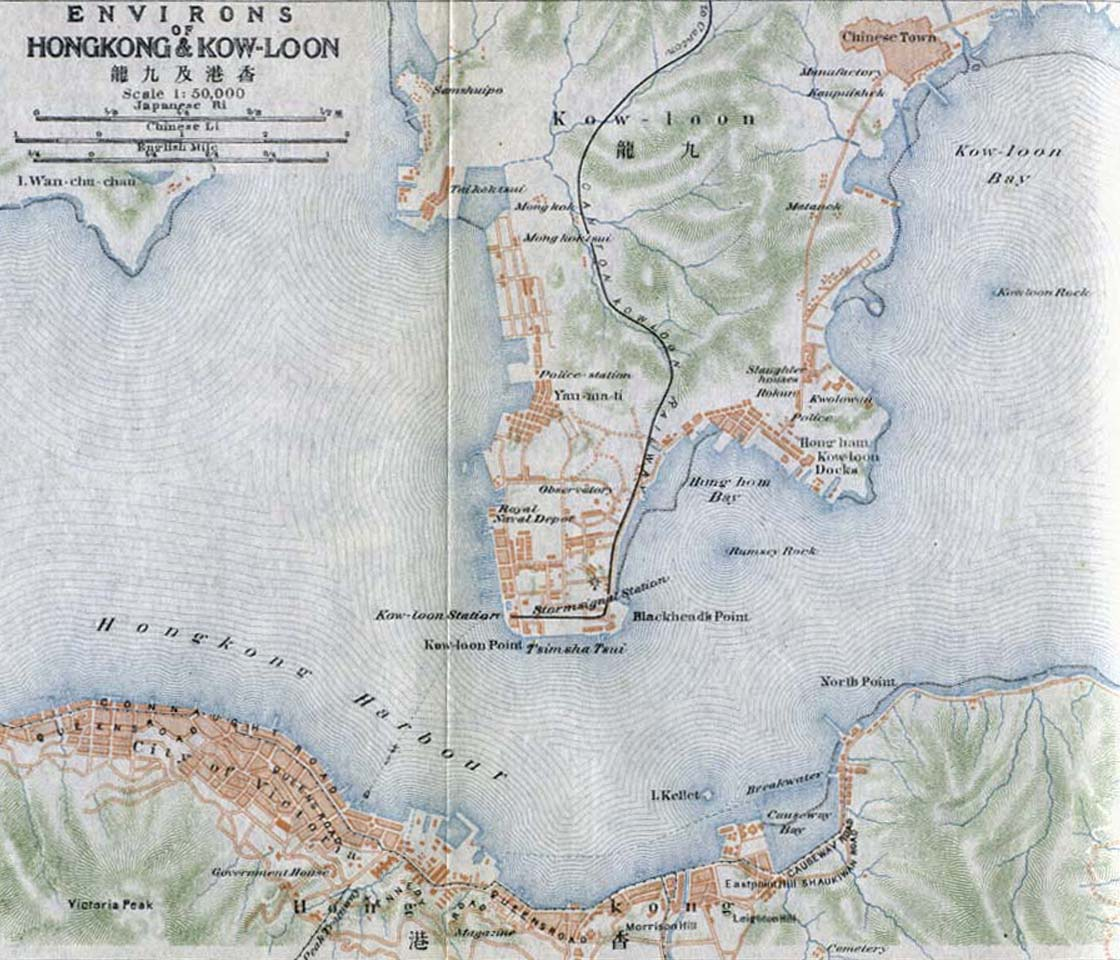
1915年的紅磡灣，後來整個海灣因填海而消失

1880年代紅磡區只是一個突出在海灣畔的一個尖尖的小半島西南岸的岬地，其後陸續填出來的地方作為船塢用途，那對出的海灣叫「紅磡灣」。19世紀末期該處設有九龍船塢，後來由黃埔船塢收購。
根據《九龍城區風物志》文章描述，早年紅磡除造船及船隻維修業外，還有製造英泥的工業。這家公司叫青洲英泥公司（Green Island Cement Company），於1890年澳門的青洲開業，於區內發展業務；而中華電力發電廠的舊廠址亦在海逸豪園位置；旁邊青州英泥廠就發展成工廠大廈。1991至1994年政府繼續發展紅磡灣填海計劃連接尖沙咀東，把昔日紅磡灣那剩餘凹入的灣角都填平，海岸線都拉直了，變成了今日之「半島豪庭」、「海濱南岸」等。紅磡灣這個海灣在地圖上消失了。

## 重大事件

### 大型轟炸
1944年10月16日下午約3時30分，盟軍出動28架B-24轟炸機在21架P-40及29架P-51戰鬥機的護航下轟炸紅磡黃埔船塢造船廠，期間誤炸位於觀音街的紅磡街坊會小學、防空洞及大批民房，其中被誤炸的防空洞存有大量煤油，大火共燃燒數日。被誤炸的小學則報稱約200名師生喪生，區內三分之二房屋被炸，約100名居民罹難。另8架B-25轟炸機及8架P-40機飛到維港成功擊沉10隻日軍船艦，日軍則報稱擊落14架盟軍飛機，多名盟軍機師被活捉。災難造成共約300人死300人受傷。

### 新樓倒塌
13死21傷，發生於1953年9月8日。

### 木屋區大火
4死10傷，發生於1961年1月16日。

### 紅磡馬頭圍道87號新福閣酒樓縱火案
6死14傷，發生於1989年7月7日。

### 聯誼會縱火案
6死23傷，發生於1990年9月11日。

### 卫星电视啟播
1991年7月，星空传媒和凤凰卫视的最早前身卫星电视旗下中文台等五个卫星电视频道在红磡德丰街海滨广场啟播，中斷亚洲电视和无线电视在香港自1978年佳丽电视停播以来壟斷电视廣播局面，也中断了香港没有卫星电视广播业者的历史。由于卫星电视的信号通过亚洲一号卫星传播，其覆盖范围遍及整个亚洲，卫星电视的开播也中断了自1962年以来台湾老三台的电视广播垄断局面，同时也给中国大陆和印度等地的电视广播业带来了巨大的影响力。其總部座落於紅磡海滨广场至今。

### 新城電台啟播
1991下半年，新城電台啟播，中斷香港商業電台在香港近35年的壟斷商營電台廣播局面，其總部座落於紅磡黃埔花園商場地庫至今。

### 馬頭圍道唐樓倒塌事件
發生於2010年1月29日。

### 内地游客被殴打致死案
2015年10月19日，54岁的内地游客苗先生随某低价香港旅游团（深圳出发）前往紅磡D2珠宝店，因嫌该店内商品太贵且折扣太低而拒绝购物，未购买任何商品。苗先生与同行一女性团友张女士（53岁）正准备离开时，被该团女团长邓某（32岁）拦住去路并上前交涉，张某随即和团长理论并有激烈拉扯。正当苗先生准备劝架时，三名內地男子将张某拖出店外并对其拳打脚踢。苗某被送往医院救治，但仍于20日上午10时不治身亡。警方已将4名涉案犯罪嫌疑人抓获并批捕。

## 社區環境

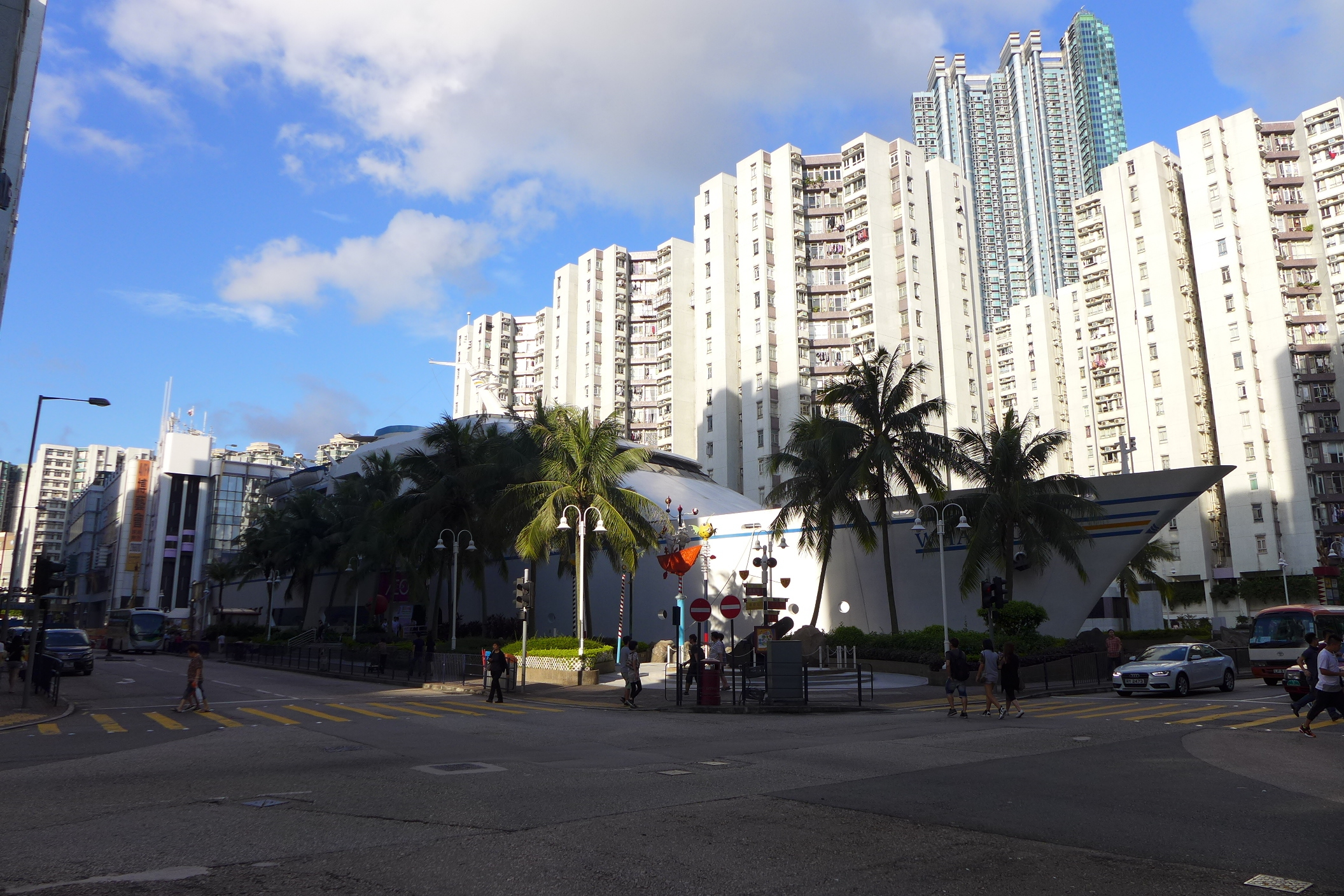
黃埔號是黃埔區內的地標，船頭指向西南維港星岸與紅磡碼頭之間；船尾指向黃埔廣場美食坊及海逸豪園

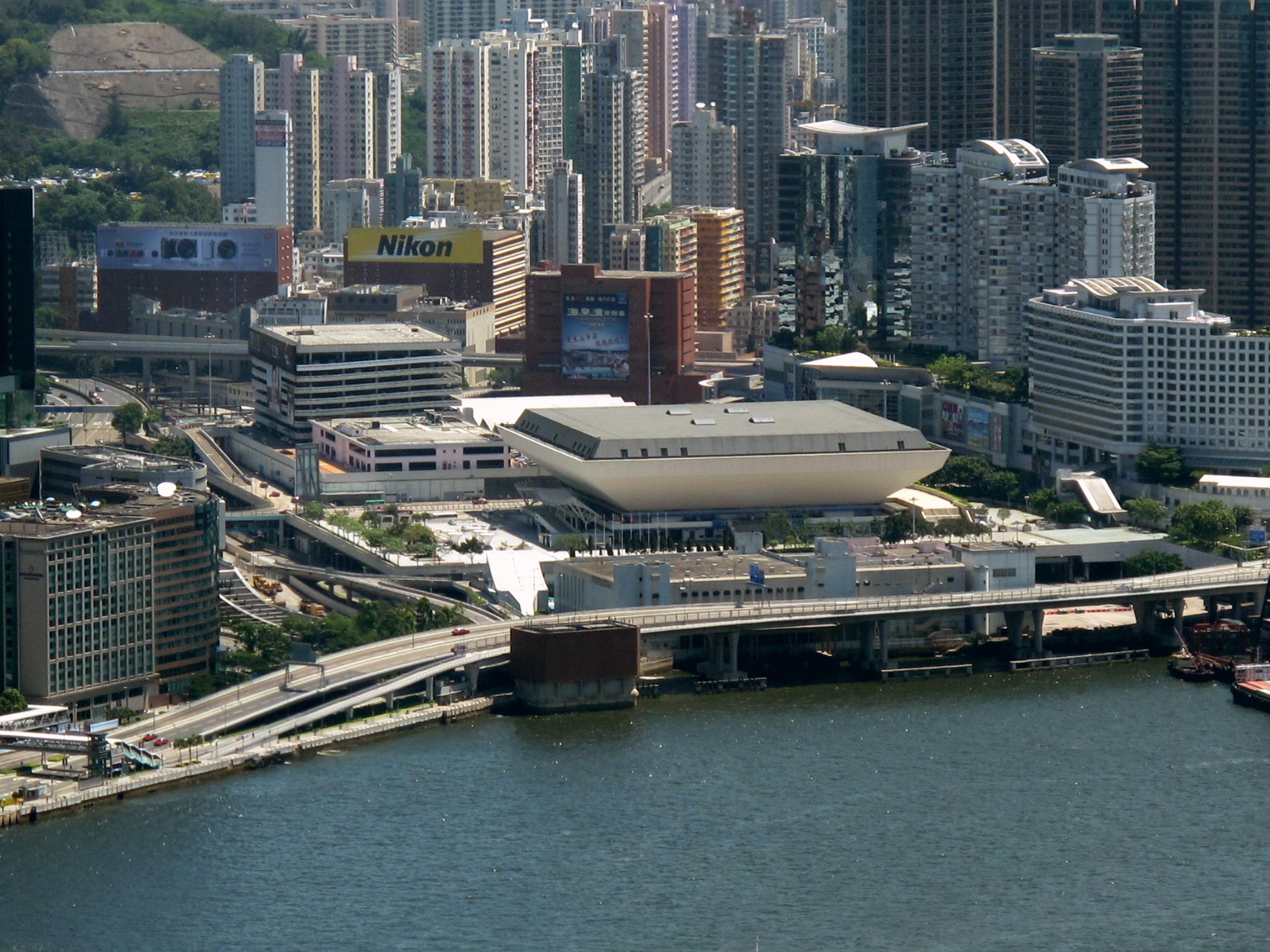
位於紅磡灣的香港體育館，俗稱紅磡體育館

1980年代由於日本及韓國企業向中國及東南亞發展，於香港設立據點，區內住宅吸引不少日本人及韓國人駐港工作的家庭租住，而近年紅磡和黃埔有許多日韓商店。
香港體育館於1983年4月27日開幕，位於紅磡灣暢運道9號、港鐵紅磡站平台上。
該區有紅磡海濱長堤可徒步由海逸豪園經紅磡碼頭，再經紅磡海濱花園到達尖沙咀海濱花園，而車輛可使用紅磡繞道短時間內往尖沙咀和一號幹線直通新界東北、石硤尾和九龍塘。紅磡灣填海區多幅地皮近年現成了不少住宅、大型屋苑和寫字樓。
現時區內大多是住宅樓宇，以私人屋苑為主，另建有少數公共屋邨，而鶴園街、民樂街一帯仍保留作工業區（中電集團把該地一帶命名為紅磡工業邨），過去一個綜合發展的區域如黃埔船塢及中電鶴園發電廠。隨着舊區（已拆卸的山谷道邨）重建，以及紅磡灣的大面積填海，紅磡碼頭都已搬遷，現在新填海土地有私人屋苑半島豪庭、維港星岸、香港理工大學學生宿舍、嘉里酒店及寫字樓One HarbourGate等。
红磡机利士南路以西及芜湖街以南一带，分佈曲街、差館里、必嘉街、溫思勞街、老龍坑街、華豐街、馬來街、獲嘉道及寶其利街，是售卖殡仪物品及長生店的范围，单是畅行道一带已经有三间殡仪馆。
紅磡必嘉街與黃埔街一帶為飲食小店的集中地，除著名的時新快餐店外，亦包括中日韓台美食，吸引不少年輕人。紅磡崇潔街是一條食肆林立的美食街，吸引不少遊客慕名而來，又被稱為崇潔美食街。

### 公共屋邨

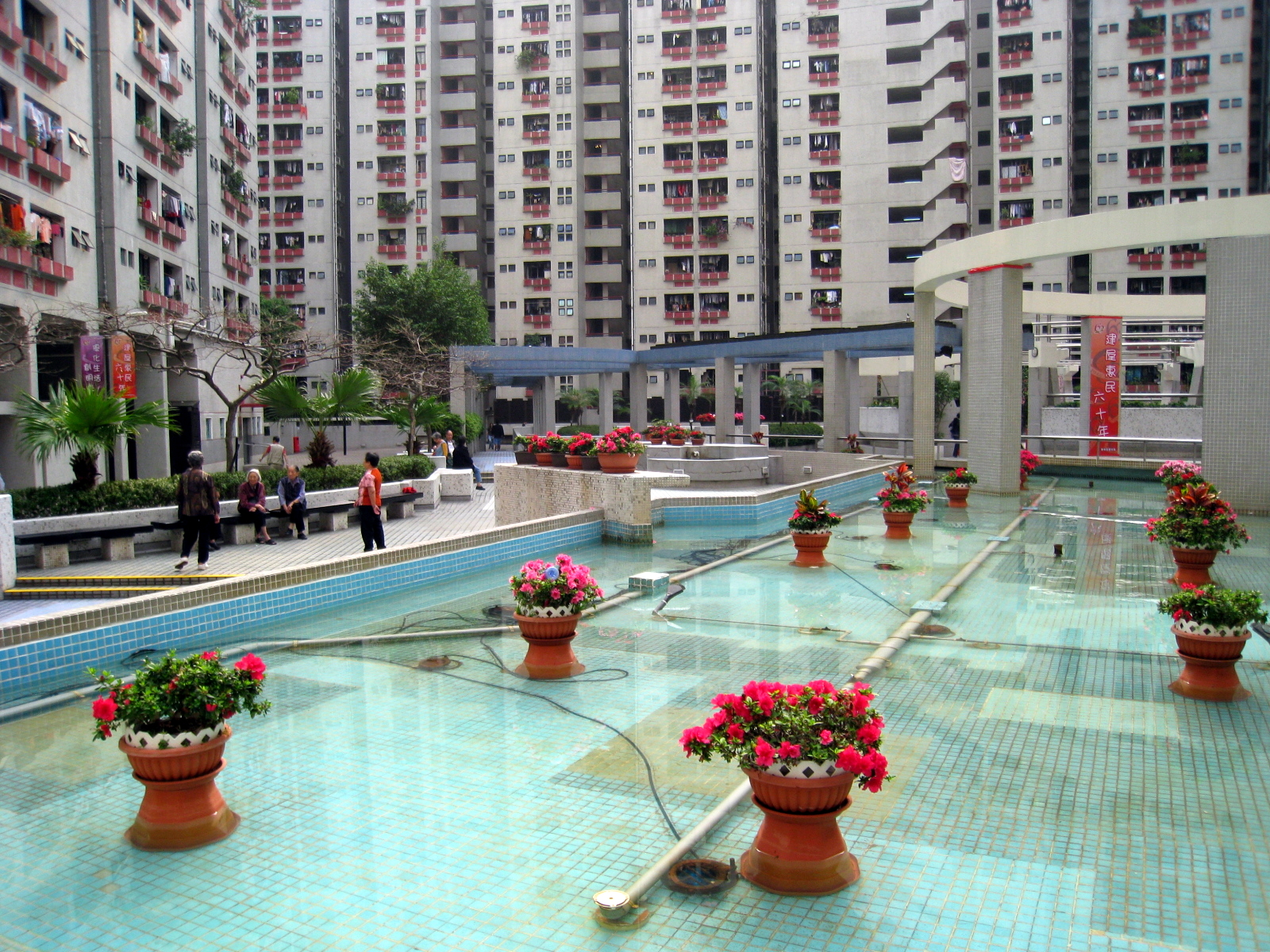
家維邨內園

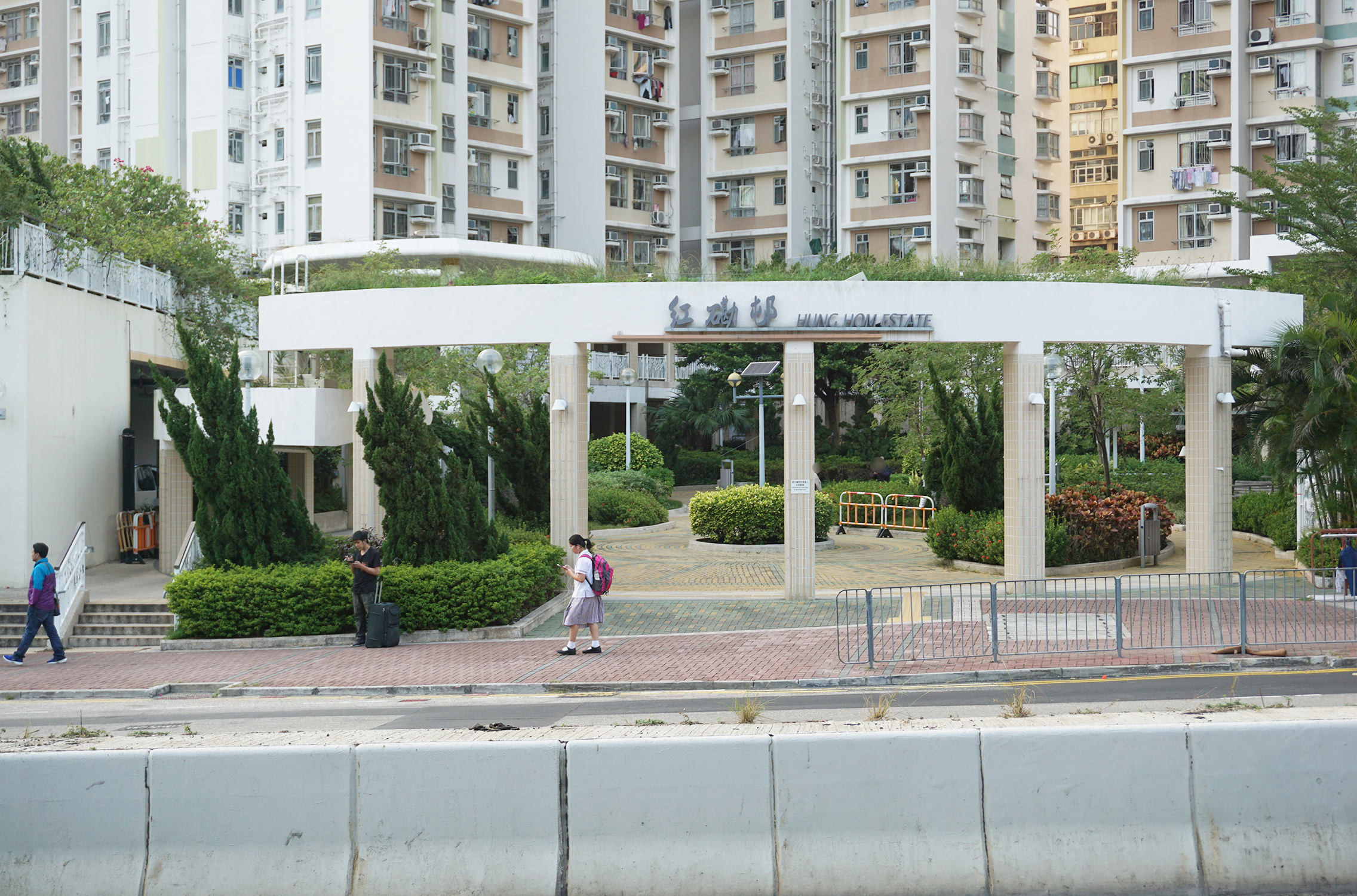
紅磡邨入口及園景

- 家維邨（前稱紅磡邨，部分幢數屬私人樓宇）
- 紅磡邨（前稱大環山邨）

### 私人屋苑

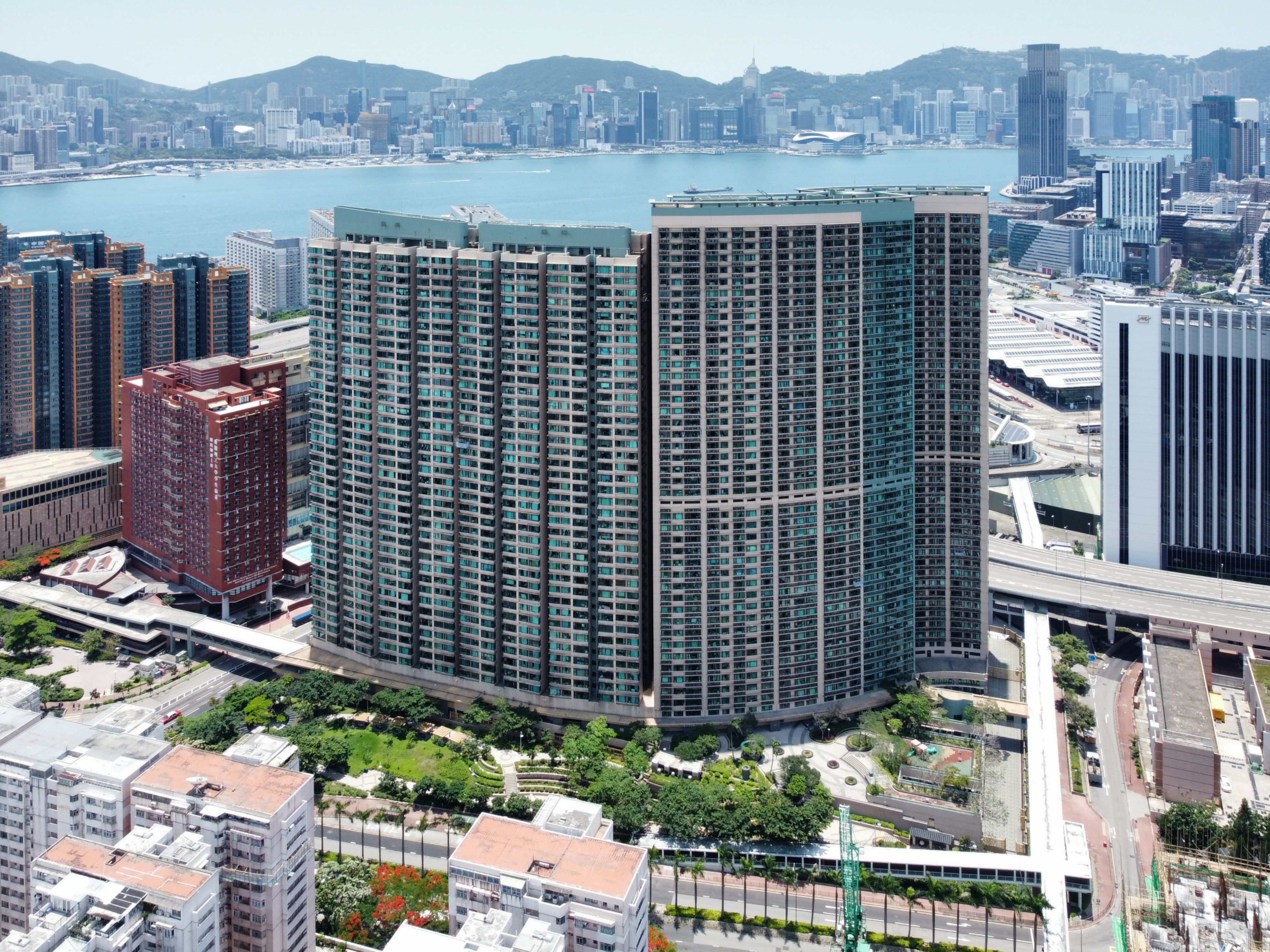
鄰近港鐵紅磡站的半島豪庭坐向維多利亞港

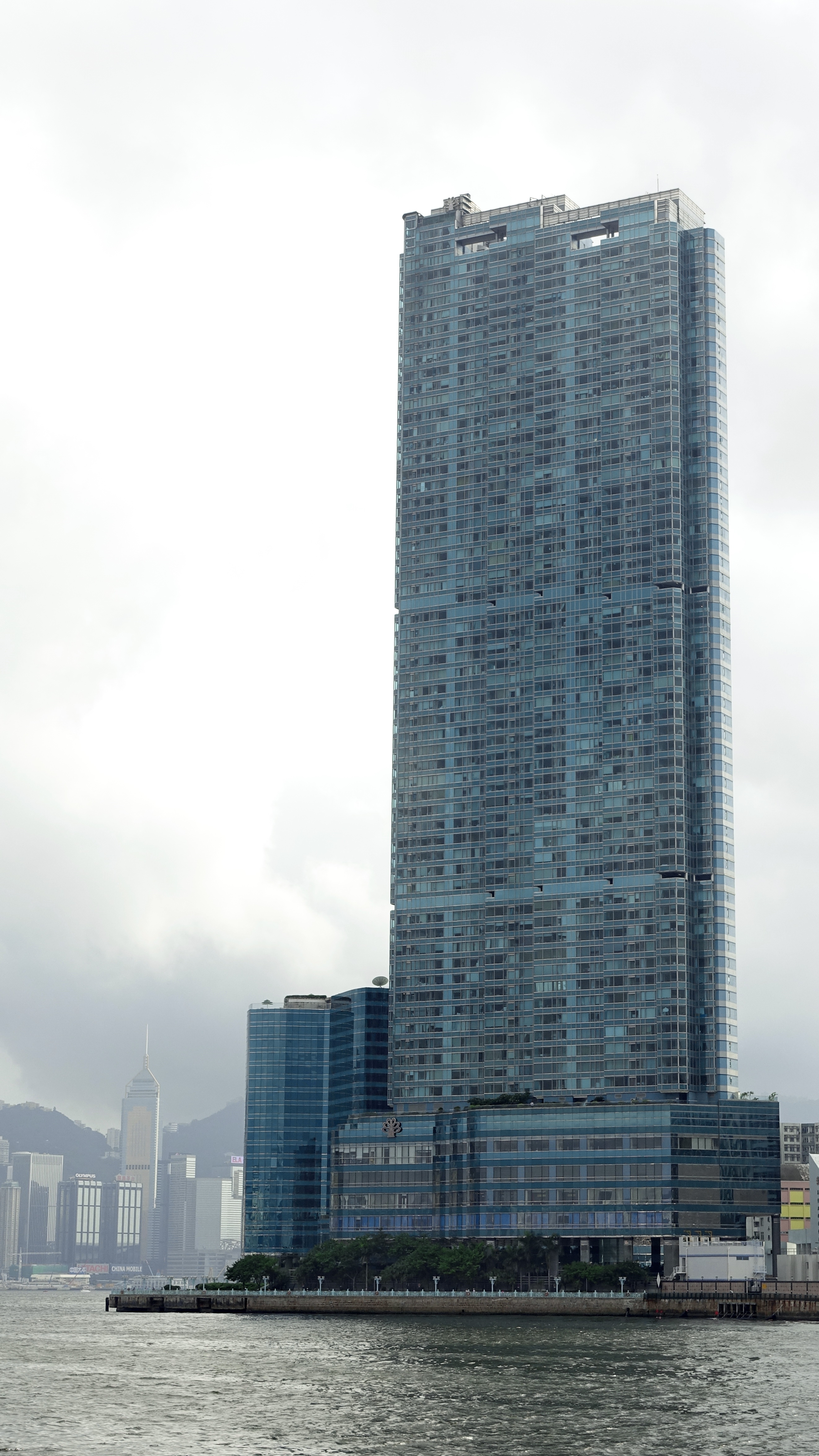
位於維港海旁的海名軒以海景大單位豪宅為主

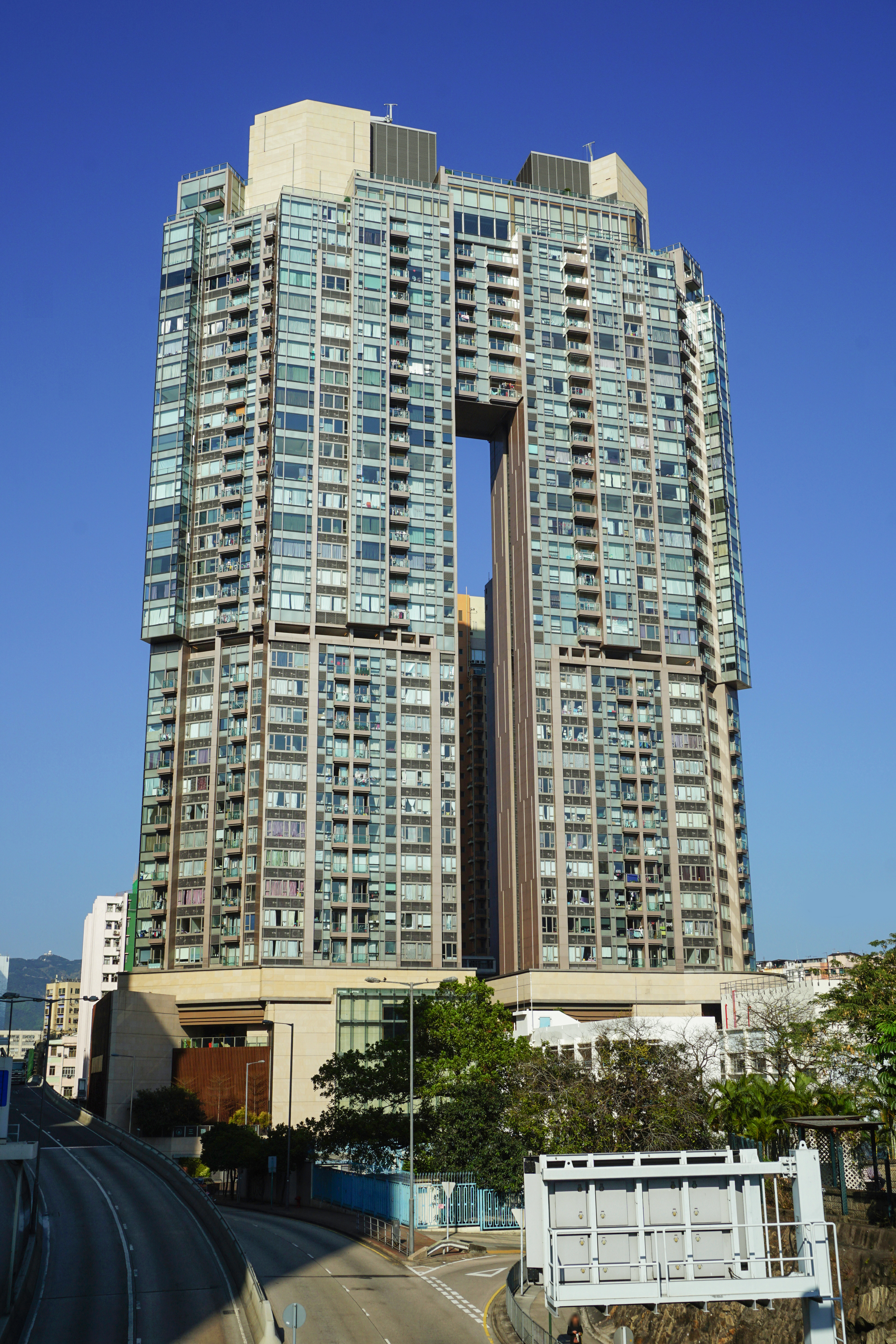
昇御門設有開放式、1至4房及特色空中別墅

- 紅磡灣中心
- 紅磡花園
- 黃埔花園
- 黃埔新邨
- 都會軒
- 半島豪庭
- 海逸豪園
- 海名軒
- 海濱南岸
- 維港·星岸
- 蕪湖居
- 城中匯
- 御悅
- 昇御門
- 悅目
- 寶御
- 薈點
- 啟岸

### 服務式住宅、酒店、商廈

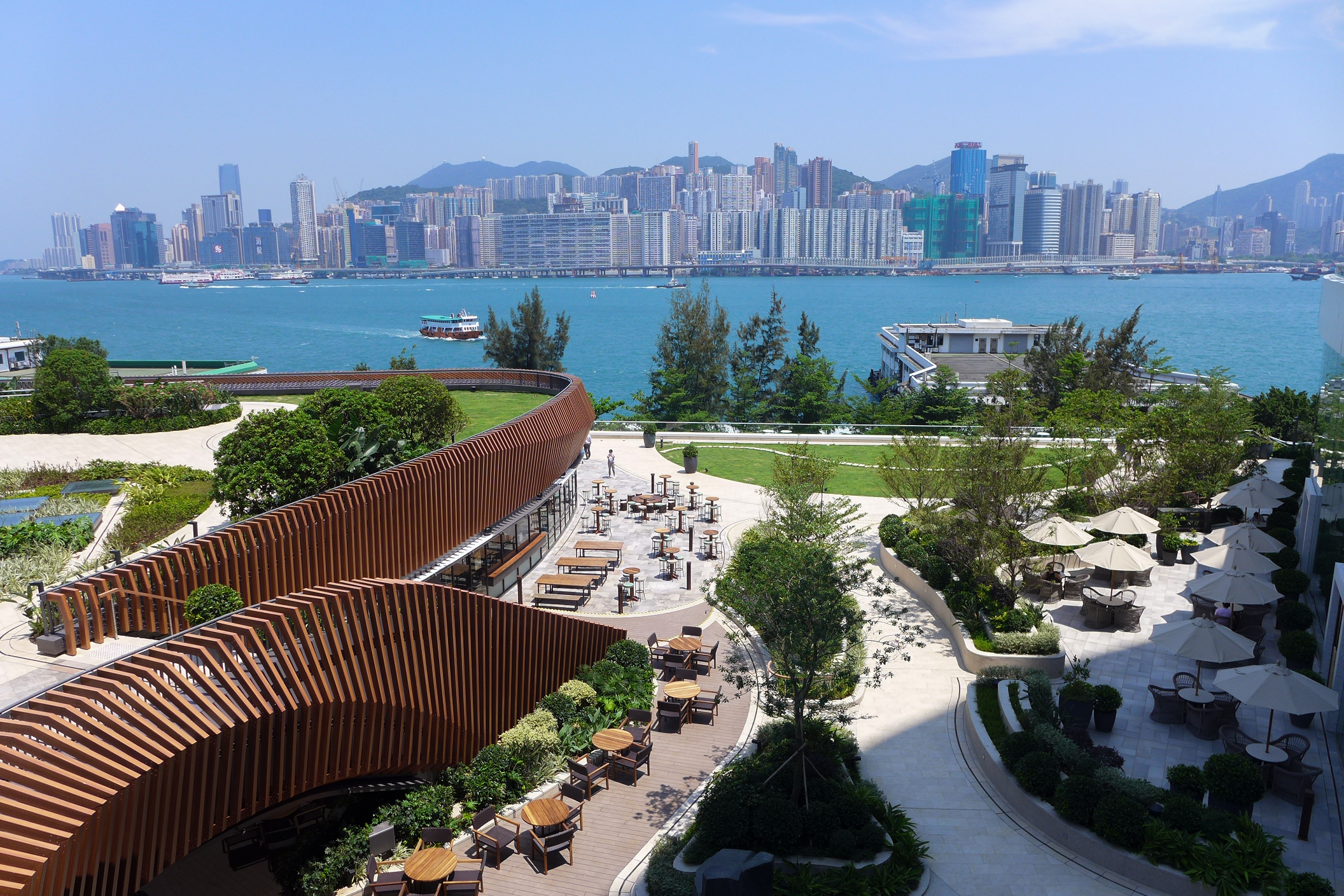
香港嘉里酒店户外花園平台

- 國際都會
- One HarbourGate
- 都會海逸酒店
- 九龍海逸君綽酒店
- 香港嘉里酒店
- The Grand Blossom（页面存档备份，存于）
- 海韻軒海景酒店
- 海灣軒海景酒店
- 逸酒店
- 紅磡維景酒店

### 區議會選區
| 選區     | 備註資料                                                                                                |
| -------- | --- |
| 鶴園海逸 | 紅磡廣場 、紅磡花園、海逸豪園、紅磡邨一帶，大多屬於紅磡的工業區範圍，有較多的工廠，還包括紅磡小部分舊區 |
| 黃埔東   | 黃埔花園第5、7、9、10、12期及海名軒                                                                     |
| 黃埔西   | 黃埔花園第1、2、3、4、11期及海濱南岸、維港星岸                                                          |
| 紅磡灣   | 半島豪庭、黃埔新邨、紅磡灣中心                                                                          |
| 紅磡     | 大多屬於紅磡西部的舊區範圍，有較多的唐樓                                                                |
| 家維     | 馬頭圍道以西、機利士路以東南及佛光街以北的地區、家維邨                                                  |
| 尖沙咀東 | 香港體育館、紅磡站、都會軒、海灣軒及海韻軒，屬油尖旺區議會                                              |

### 政府部門
- 九龍城政府合署，位於庇利街42號
- 紅磡消防局，位於佛光街30號
- 西九龍交通行動基地，位於衛環里8號

### 教育

#### 大專院校
- 香港理工大學
- 香港專上學院紅磡灣校園
- 明愛社區書院-紅磡
- 港鐵學院
- 香港都會大學校外住宿（紅磡）[15]
- 香港都會大學MU88學生宿舍

#### 國際學校
- 香港法國國際學校（已搬遷）

#### 中學教育
- 聖公會聖匠中學

#### 小學教育
- 聖公會聖提摩太小學
- 天神嘉諾撒學校
- 馬頭涌官立小學（紅磡灣）
- 聖公會奉基小學
- 聖公會奉基千禧小學
- 黃埔宣道小學
- 葛量洪校友會黄埔學校

已結束
- 九龍船塢紀念學校（已關閉）
- 紅磡街坊會小學（已關閉，校舍現為愛培學校）
- 天主教普愛學校（已關閉，校舍現為明愛社區書院紅磡）
- 紅磡官立小學（已關閉，校舍改為政府用途，於2021年被翻新作香港考試及評核局「考試及評核中心」，預計2023年落成）

#### 特殊教育
- 愛培學校

#### 幼兒教育
| - 保良局李徐松聲紀念幼稚園 - 保良局林丁麗玲幼稚園（页面存档备份，存于） - 保良局陳黎惠蓮幼稚園（页面存档备份，存于） - 德寶中英文幼稚園（黃埔花園）（本地課程） - 香港保護兒童會新航黃埔幼兒學校（页面存档备份，存于） - 威廉（睿智）幼稚園（本地課程）（页面存档备份，存于） - 基督教香港崇真會安基幼兒學校（页面存档备份，存于） - 迦南幼稚園（黃埔花園） （页面存档备份，存于） - 保良局譚歐陽少芳紀念幼稚園 （页面存档备份，存于） - 博愛醫院任永賢夫人幼稚園 - 德寶中英文幼稚園（黃埔花園）（非本地課程） |  | - 威廉（睿智）幼稚園（非本地課程）（页面存档备份，存于） - 德寶國際幼兒學校（第七期） - 安菲爾國際幼稚園（页面存档备份，存于） - 學之園幼稚園（海逸豪園）（页面存档备份，存于） - 嘉德麗幼稚園（黃埔）（页面存档备份，存于） - ST. CATHERINE'S KINDERGARTEN (HARBOUR PLACE)（页面存档备份，存于） - KOHITSUJI KINDERGARTEN（页面存档备份，存于） - 德萃幼稚園（紅磡） - ABC PATHWAYS INTERNATIONAL KINDERGARTEN (WHAMPOA GARDEN) - 天越創思國際幼稚園 |

### 殯儀館
- 世界殯儀館
- 萬國殯儀館
- 寰宇殯儀館

### 醫療服務
- 紅磡健康院

### 康樂文娛設施
- 紅磡公共圖書館
- 紅磡市政大廈
- 大環山游泳池
- 和黃公園
- 大環山公園
- 香港體育館

### 青年中心
- 香港青年協會賽馬會紅磡青年空間
- 基督教協基會黃埔綜合青少年服務中心
- 香港青少年服務處賽馬會方樹泉綜合青少年服務中心
- 路德會真道堂青年中心

### 公共交通

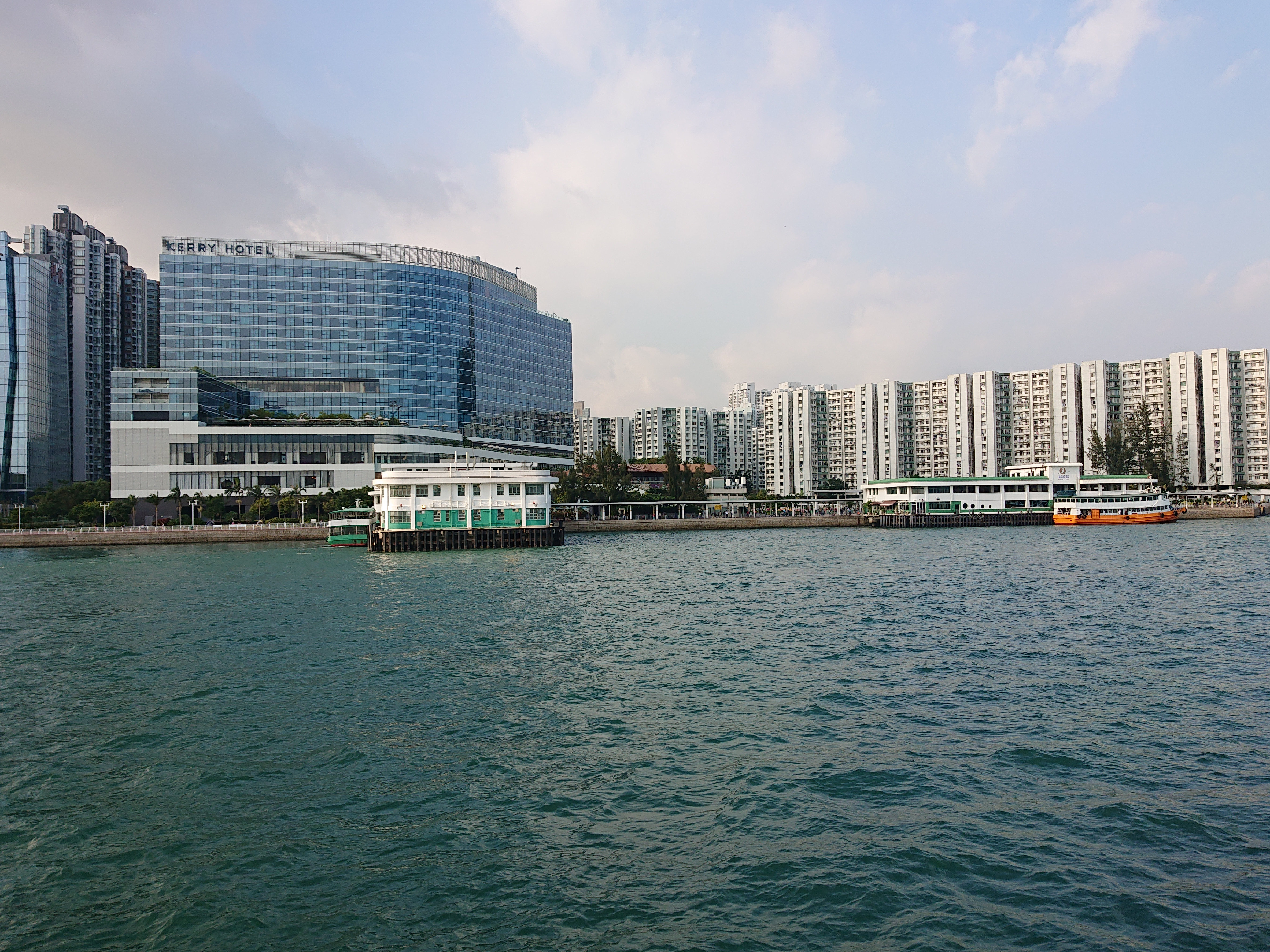
紅磡碼頭

### 休憩設施

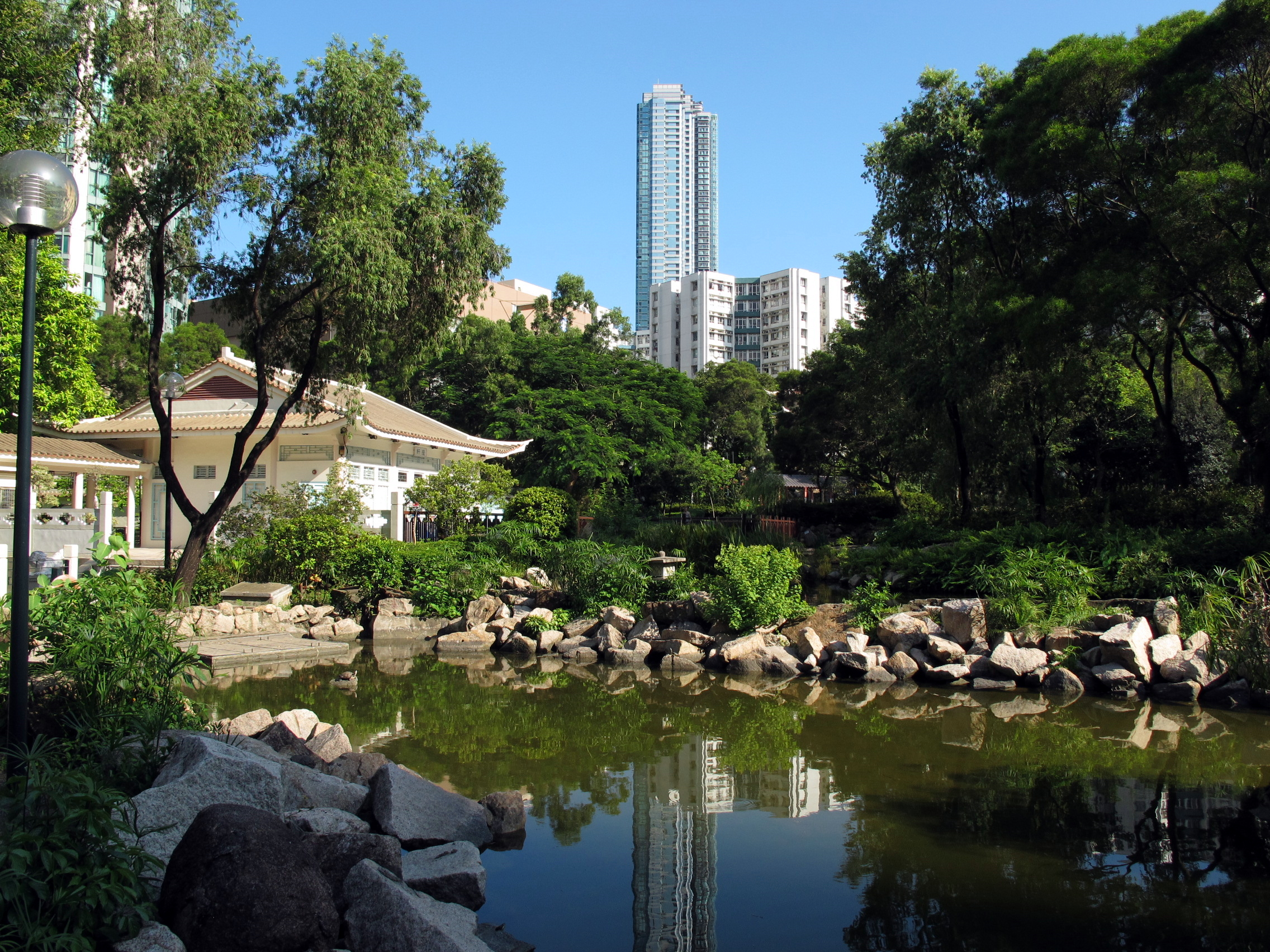
和黃公園

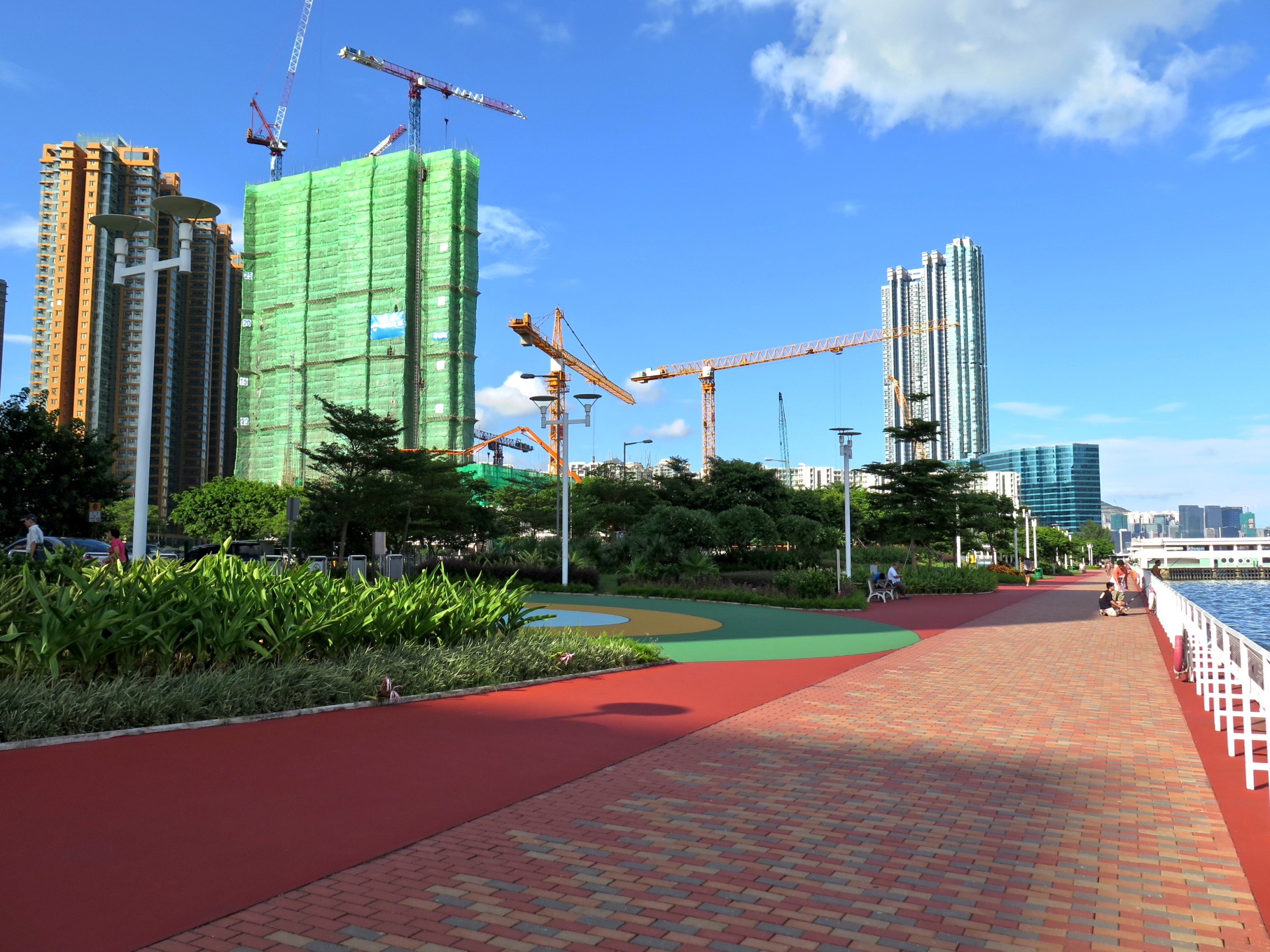
紅磡海濱花園

- 和黃公園
- 高山道公園
- 大環山公園
- 紅磡海濱長堤
- 紅磡海濱花園
- 佛光街遊樂場

#### 購物點
- 黃埔新天地
- 置富都會
- 紅磡廣場
- 繽紛購物城
- 108商場
- 紅磡市政大廈
- 海逸坊
- 昇御商場
- 陽光廣場
- 啟岸

### 戲院或劇場
- 寶石戲院
- 高山劇場
- 新光戲院

### 宗教建築

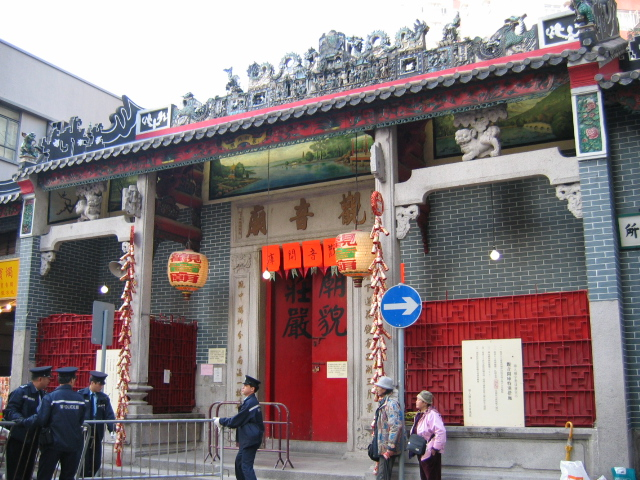
觀音廟

聖母堂，前方道路為戴亞街

- 紅磡觀音廟
- 紅磡福德古廟（寶其利街與船澳街交界）
- 紅磡聖母堂
- 聖公會聖匠堂社區中心
- 鶴園角北帝廟

## 交通

紅磡道

紅磡道夜景

### 主要交通幹道
- 機利士南路
- 漆咸道
- 紅磡道
- 紅磡繞道
- 馬頭圍道
- 東九龍走廊
- 蕪湖街
- 戴亞街
- 紅磡海底隧道

## 外部連結
- 紅磡社區的Facebook專頁